# Cephalorhynchus
Cephalorhynchus is een geslacht van dolfijnen.

## Etymologie
De naam Cephalorhynchus bestaat uit de Oudgriekse woorden kéfala (κεφαλα), "hoofd", en rynchos (ρυγχος), "snuit".

## Taxonomie
Tot dit geslacht worden meestal vier soorten gerekend:
- Cephalorhynchus commersonii – Kortsnuitodolfijn of Commersons dolfijn
- Cephalorhynchus eutropia – Witbuikdolfijn
- Cephalorhynchus heavisidii – Havisidedolfijn
- Cephalorhynchus hectori – Hectordolfijn

## Kenmerken
De (vier) soorten van dit geslacht leven vooral aan de kusten. Ze hebben een lengte tussen 1,10 en 1,80 meter en een gewicht tussen 26 en 86 kilogram. De borstvinnen zijn tussen 15 en 30 centimeter lang, de rugvin is zo'n 7 tot 15 centimeter hoog en de staartvin is tussen 22 en 41 centimeter lang. Hun lijf heeft zowel donkere als witte, duidelijk afgelijnde delen. Ze hebben geen snuit. Het gebit bestaat aan elke kant van een kaak uit 24 tot 35 tanden.